# Mae Sexton
Mae Sexton (* 28. April 1955 im County Longford) ist eine frühere irische Politikerin. Von 2002 bis 2007 war sie Abgeordnete (Teachta Dála) der Progressive Democrats im Dáil Éireann, dem Unterhaus des irischen Parlaments.

## Leben
Sexton wurde 1991 erstmals als unabhängige Kandidatin in den Longford County Council gewählt. Als sie dann im folgenden Jahr bei den Wahlen zum Dáil Éireann 1992 im Wahlkreis Longford–Roscommon als Kandidatin antrat, verfehlte sie die notwendige Stimmenzahl deutlich. Kurz vor den Wahlen 1997 trat sie den Progressive Democrats bei. Dennoch konnte sie daraus bei den Wahlen keinen nennenswerten Stimmenzuwachs verzeichnen, sodass ihr der Einzug in den Dáil Éireann verwehrt blieb. Anders war es hingegen bei den Kommunalwahlen; dort konnte sie 1999 weiterhin erfolgreich aus den Wahlen hervortreten. Bei den Wahlen zum Dáil Éireann 2002 gelang es ihr dann doch, genügend Stimmen zu erzielen, auch wenn sie nur knapp den letzten Sitz im Wahlkreis erringen konnte.
Schon bei den Wahlen 2007 verlor sie diesen Sitz jedoch wieder. 2009, nach der Auflösung der Progressive Democrats, war sie bei den Kommunalwahlen wieder als unabhängige Kandidatin gewählt worden. 2010 trat sie der Labour bei. Mit dem Neuzuschnitt des Wahlkreises zu Longford–Westmeath konnte sie aber auch auf dem Tickte der Labour Party keinen Erfolg bei den Wahlen zum Dáil Éireann 2011 erzielen. 2012 trat sie aus der Labour Party wieder aus. 2014 wurde sie wieder in den Longford County Council gewählt. Die Wahlen 2016 blieben für sie ohne Erfolg. 2019 wurde sie dann auch nicht mehr in den Longford County Council gewählt.

## Nachweise
1. ↑  Electionsireland.org: Mae Sexton

| Personendaten    | Personendaten       |
| ---------------- | ------------------- |
| NAME             | Sexton, Mae         |
| KURZBESCHREIBUNG | irische Politikerin |
| GEBURTSDATUM     | 28. April 1955      |
| GEBURTSORT       | County Longford     |